# Antonio Frosini
Antonio kardinal Frosini, italijanski rimskokatoliški duhovnik in kardinal, * 8. september 1751, Modena, † 8. julij 1834, Rim.

## Življenjepis
10. marca 1823 je bil povzdignjen v kardinala in imenovan za kardinal-diakona S. Maria in Cosmedin.
Leta 1829 je bil imenovan za prefekta Kongregacije za odpustke in relikvije; s tega položaja se je upokojil 19. julija 1832.
Umrl je 8. julija 1834.